# Бурман, Алла Дмитриевна
Алла Дмитриевна Бурман (род. 10 декабря 1939, Ленинград) — советский, российский и израильский востоковед, литературовед, бирманист, специалист по бирманской драматургии и театру, кандидат филологических наук, научный сотрудник Института востоковедения АН СССР, преподаватель Еврейского университета в Иерусалиме.

## Биография
Алла Дмитриевна Бурман родилась 10 декабря 1940 г. в Ленинграде. В 1963 г. окончила бирманское отделение восточного факультета Ленинградского государственного университета. В 1963—1966 гг. училась в аспирантуре ЛО Института востоковедения АН СССР по специальности «Бирманская филология». В 1971 г. защитила кандидатскую диссертацию «Бирманская драма середины XIX века: (На материале пьес У Чин У и У Поун Ня)».
В 1967—1996 гг. была научным сотрудником Ленинградского отделения Института востоковедения АН СССР (РАН). С 1972 г. — младший научный сотрудник.
В 1996 г. переехала в Израиль. В 1997 г. начала работать в Еврейском университете в Иерусалиме. Занималась переводами с бирманского языка для Комиссии ООН по делам беженцев. Преподает бирманский язык.

## Научная деятельность
Область научных интересов — бирманская драматургия и театр, театр Юго-Восточной Азии.
Работа «Бирманская драма середины XIX века» (1973) посвящена «золотому веку» бирманской драмы, которая сформировалась в середине XIX в. и представлена своими лучшими образчиками в драматургии У Поун Ня и У Чин У. Появившись как придворное театральное действо, драма со временем обрела народный характер, сохранив некоторые черты традиционного строя. В книге рассматривается специфика композиции жанра «пьяза», его система образов и буддийские аллюзии. Автор также анализирует влияние сиамской канонической драмы на развитие драматического искусства в Бирме, проявившееся, в частности, в такой разновидности бирманской пьесы как нанвинза.
В монографии «Театр и драматургия в традиционной культуре Бирмы» (1991) автор изучает бирманское театральное искусство и драматическую литературу XIX-XX вв. в их взаимосвязи с религиозными, этическими, эстетическими взглядами бирманцев. Основным источником для анализа являются пьесы бирманских драматургов XIX века У Поун Ня, У Чин У и Схая Тина, три из них даны в приложении. Исследователь рассматривает бирманский театр как образ мироздания, выявляет его анимистические и буддийские истоки, анализирует роль основных компонентов — музыки, пения, танца, костюма, грима и проч. Отмечается наличие помимо театра живых актёров театра марионеток. Характеризуется роль основных персонажей в театральном представлении — короля, министра, духовного наставника, королевы, принцессы. Автор отмечает, что к концу XIX в. бирманская драма стала более демократичной и в ней появились новые сценические приемы, персонажи, реквизит, изменилась манера актёрской игры. Вместе с тем сохранились некоторые традиционные для Бирмы особенности драмы, в том числе важность для представления танца, пантомимы и пения.

## Основные работы
- Палийские джатаки и народные драматические представления в Бирме // Письменные памятники и проблемы истории культуры народов Востока. Тезисы докладов III годичной научной сессии ЛО ИНА. Май 1967 года. Л., 1967. C. 71-72.
- Некоторые особенности бирманской рифмы (на материале драмы У Поун Ня «Водонос») // Страны и народы Востока. Вып. XI. Страны и народы Центральной, Восточной и Юго-Восточной Азия. География, этнография, история. М.: Наука, ГРВЛ, 1971. С. 140—145.
- Некоторые представления бирманцев о характере королевской власти (на материале бирманской драматургии XIX в.) // Письменные памятники и проблемы истории культуры народов Востока. VIII годичная научная сессия ЛО ИВ АН СССР. Москва: ГРВЛ, 1972. С. 148—151.
- Бирманская драма середины XIX века / отв. ред. О. Л. Фишман. М.: Наука, ГРВЛ, 1973. 144 с.
- Волшебный кувшин. Два ната // Сказки народов Бирмы. М.: Наука, 1976.
- Стандартные формулы обращения к королю в бирманской драматургии XIX в. // Теоретические проблемы изучения литератур Дальнего Востока. М., 1977. С. 286—293.
- Синкретизм бирманского театрального представления // Письменные памятники и проблемы истории культуры народов Востока. XVII годичная научная сессия ЛО ИВ АН СССР (доклады и сообщения). Январь 1982 г. Ч. 2. М.: ГРВЛ, Наука, 1983. С. 11-15.
- Кадопвэ и пурваранга (сравнительный анализ прологов в бирманской и санскритской драме) // Письменные памятники и проблемы истории культуры народов Востока. XXI годичная научная сессия ЛО ИВ АН СССР. 1987 г. Ч. 2. М.: Наука, ГРВЛ, 1987. С. 3-7.
- О роли индийской культурной традиции в становлении бирманской драмы // Литература и культура древней и средневековой Индии. М.: Наука, ГРВЛ, 1987. С. 211—221.
- Сцена сотворения мира в бирманской и санскритской драме // Письменные памятники и проблемы истории культуры народов Востока. XXIII годичная научная сессия ЛО ИВ АН СССР (доклады и сообщения). 1988 г. Ч. 2. М.: Наука, ГРВЛ, 1990. С. 11-18.
- Буддийский царь богов в театре и драматургии Бирмы // Письменные памятники и проблемы истории культуры народов Востока. XXIV годичная научная сессия ЛО ИВ АН СССР (доклады и сообщения). 1989 г. Ч. 2. М.: Наука, ГРВЛ, 1991. С. 12-18.
- Театр и драматургия в традиционной культуре Бирмы / отв. ред. М. И. Никитина. М.: Наука, ГРВЛ, 1991. 304 с.[3]